# Jamides gloriel
Jamides gloriel är en fjärilsart som beskrevs av Gustaaf Hulstaert 1924. Jamides gloriel ingår i släktet Jamides och familjen juvelvingar. Inga underarter finns listade i Catalogue of Life.